# Chris Adcock

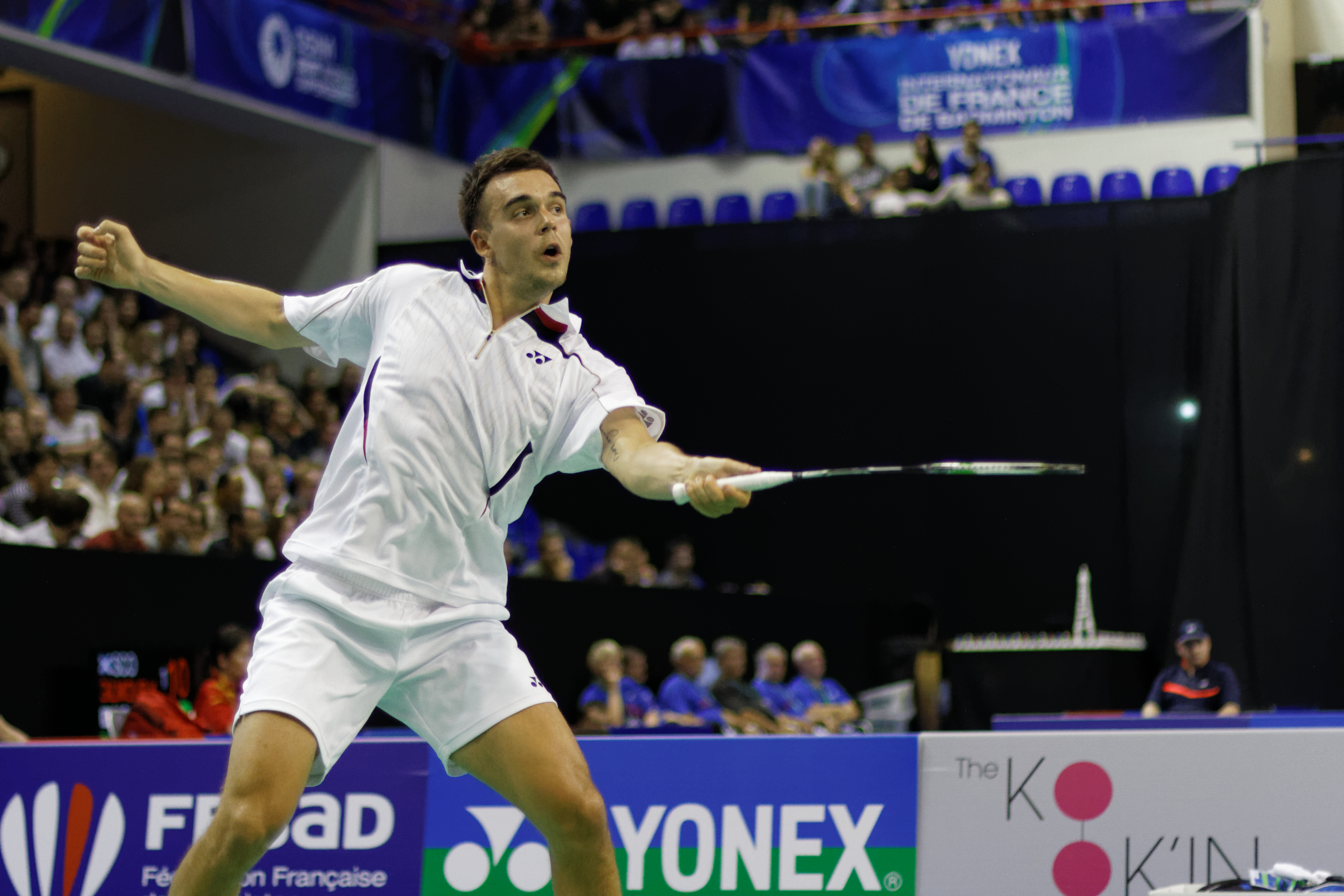
Chris Adcock

Christopher Thomas „Chris“ Adcock (* 27. April 1989 in Leicester) ist ein englischer Badmintonspieler. 

## Karriere
Chris Adcock erkämpfte sich 2010 Bronze bei den Commonwealth Games mit dem englischen Team. Im gleichen Jahr gewann er zwei Titel bei den Irish Open und einen bei den Italian International.

## Sportliche Erfolge
| Saison | Veranstaltung                             | Disziplin    | Platz | Name                           |
| ------ | ----------------------------------------- | ------------ | ----- | ------------------------------ |
| 2007   | Junioren-Europameisterschaft              | Herrendoppel | 1     | Peter Mills / Chris Adcock     |
| 2007   | England: Einzelmeisterschaft der Junioren | Herrendoppel | 1     | Chris Adcock / Peter Mills     |
| 2009   | Bitburger Open                            | Herrendoppel | 2     | Chris Adcock / Andrew Ellis    |
| 2010   | Europameisterschaft                       | Herrendoppel | 5     | Chris Adcock / Robert Blair    |
| 2010   | Irish Open                                | Herrendoppel | 1     | Chris Adcock / Andrew Ellis    |
| 2010   | Irish Open                                | Mixed        | 1     | Chris Adcock / Imogen Bankier  |
| 2010   | Italian International                     | Mixed        | 1     | Chris Adcock / Imogen Bankier  |
| 2010   | Commonwealth Games                        | Team         | 3     | England                        |
| 2010   | Commonwealth Games                        | Mixed        | 5     | Chris Adcock / Gabrielle White |
| 2012   | Finnish International                     | Mixed        | 1     | Chris Adcock / Imogen Bankier  |